# الشرف السواني
الشرف السواني (بالأمازيغية: ⵛⵔⴼ ⵙⵡⴰⵏⵉ) هي إحدى مقاطعات مدينة طنجة وتقع بعمالة طنجة أصيلة، جهة طنجة تطوان الحسيمة، المملكة المغربية. يبلغ عدد سكان مقاطعة الشرف السواني قرابة 177،557 نسمة حسب إحصاء سنة 2014، وتحدها مقاطعة طنجة المدينة من الغرب والشمال بينما تحدها مقاطعة الشرف مغوغة من الشرق ومقاطعة بني مكادة من الجنوب. تُقدر مساحة المقاطعة ب4 كم² حيث تعتبر أصغر مقاطعة بمدينة طنجة من حيث المساحة، بينما تعرف كثافة سكانية مرتفعة تبلغ 29389 نسمة في الكيلومتر المربع، ولا تطِل المقاطعة على أي واجهة بحرية نظرا لتواجدها بمركز المدينة.

## الأحياء والمناطق
تضم مقاطعة الشرف السواني عدة مناطق وهي: عين قطيوط، كوتمبرك، المكسيك، كاسطيا، لالة شافية، الملاح، ابن خلدون، السّواني، كاساباراطا، فال فلوري، البرانص 1، ابن بطوطة، الحي الجديد، السفيف، حي بلير، القصيبي، الرويضة، مبروكة، الموظفين، البوغاز، مولاي إسماعيل، بئر الشعيري، شارع ابن غضبان، السواني الصغرى،
العديد من أحياء المقاطعة أُنشئت خلال القرن السادس عشر لإيواء الآلاف من اليهود المهاجرين من الأندلس و بالتالي كانت بمثابة ربض يهودي لمدينة طنجة، بالرغم من إخلاء اليهود للمنطقة فإنها لم تفقد بريقها التجاري المعهود أثناء التواجد اليهودي فهي تحتضن أكبر سوق للجملة في مدينة طنجة وهو كاساباراطا.